# جشمة سبز السفلي (كوه بنج)
جشمة سبز السفلي (بالفارسية: چشمه سبز سفلی) هي قرية تقع في إيران في البلدة المركزية. يقدر عدد سكانها بـ 23 نسمة .